# Casa al carrer d'Olot, 3 (Riudaura)
Casa al carrer d'Olot, 3 és una obra de Riudaura (Garrotxa) inclosa a l'Inventari del Patrimoni Arquitectònic de Catalunya.

## Descripció
Hi ha una inscripció a la llinda principal de la casa del nº 3 del carrer d'Olot on hi és representat el següent: "1761 ISIDRO PVJALA". Entremig i tallant les dues inscripcions hi ha una figura amb forma de Sol amb una base lineal horitzontal i flanquejat per les lletres I i S.

## Història
Riudaura és un petit nucli urbà que va néixer a l'ombra del monestir de Santa Maria. L'estructura d'alguns dels seus carrers és plenament medieval, però la majoria corresponen al segle xviii, moment en què es bastiren i remodelaren part dels habitatges que estructuren la plaça del Gambeto; durant la centúria següent es remodelaren i aixecaren de nova planta algunes de les construccions situades en els carrers que desemboquen a l'esmentada plaça.